# Richard Grey (2e baron Grey de Codnor)
Pour les articles homonymes, voir Richard Grey et Grey.
Richard Grey, 2e baron Grey de Codnor est un soldat et diplomate anglais originaire de Codnor Castle et mort en 1335.

## Biographie
Richard est le fils aîné de Henry Grey, 1re baron Grey de Codnor et d'Eleanor de Courteney. Il succède à son père à sa mort en 1308. 
Il est au nombre des barons qui, lors de l'assemblée de Stamford le 6 août 1309, signe une lettre de remontrance au pape sur les abus commis dans l'église.  
Il combat dans les guerres écossaises en 1311, lors de la défaite anglaise de la bataille de Bannockburn en 1314  et de nouveau en 1319-1920 lors du siège infructueux de Berwick et d'autres affrontements contre les Écossais dans les Marches écossaises.  
Au cours de la révolte des barons contre le roi Édouard II d'Angleterre, connue sous le nom de guerre des Despenser, il assiste Roger Mortimer et les seigneurs des Marches (en) lorsqu'ils attaquent et pillent les possessions galloises du favori royal Hugh le Despenser, le jeune. Pour ces attaques, Richard est gracié par le Parlement en août 1321. Ensemble avec John Giffard et Robert de Shirland, ils témoignent que Bartholomew de Badlesmere a affirmé que Hugh Despenser était un traître. Trompé par de fausses lettres, les rebelles tentent de rallier Grey, Giffard et Shirland . Mais depuis la fin de 1321 Richard Grey a pris le parti du côté d’Édouard II et sert dans l'armée royale qui poursuit les rebelles sous le commandement de Thomas de Lancaster au nord de l'Angleterre. Le roi lui rend visite après la victoire sur Lancaster en mars 1322 dans son château de Codnor dans le Derbyshire. 
En 1324, Richard Grey est nommé sénéchal de Gascogne. Il démissionne de cette fonction en octobre 1324 pour rentrer au service d'Edmond of Woodstock, comte de Kent, pendant la guerre de Saint-Sardos. Il est ensuite envoyé défendre Argentan, dans le duché de Normandie. En 1326, Richard est connétable du château de Nottingham. En 1327, on le trouve dans les marches d’Écosse. 
Une maladie l'exempte de participer à la seconde guerre d'indépendance écossaise en 1334. Il meurt en 1335.

## Descendance

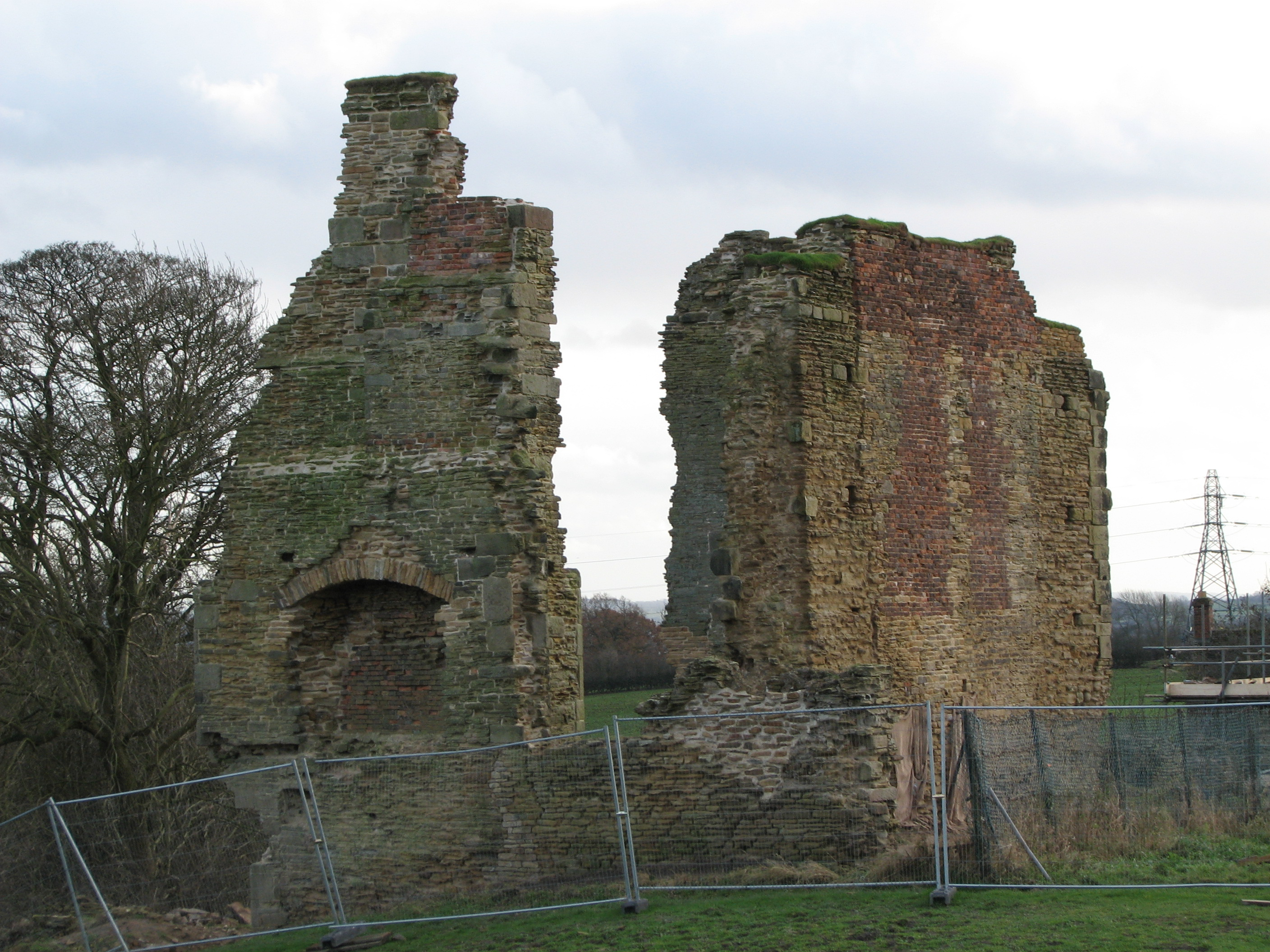
Ce qui subsiste du château de Codnor au début du XXI.

Richard épouse en 1308 Joan, fille de Robert FitzPayne et d'Isbella de Clifford : 
- Jane Grey, épouse William de Harcourt puis de Ralph de Ferrers.
- John Grey (mort en 1392), marié à Alianora puis à Alice de l'Isle, dont postérité.
- Robert Grey (mort en 1393), marié à Elizabeth Bryan, dont postérité.

## Note

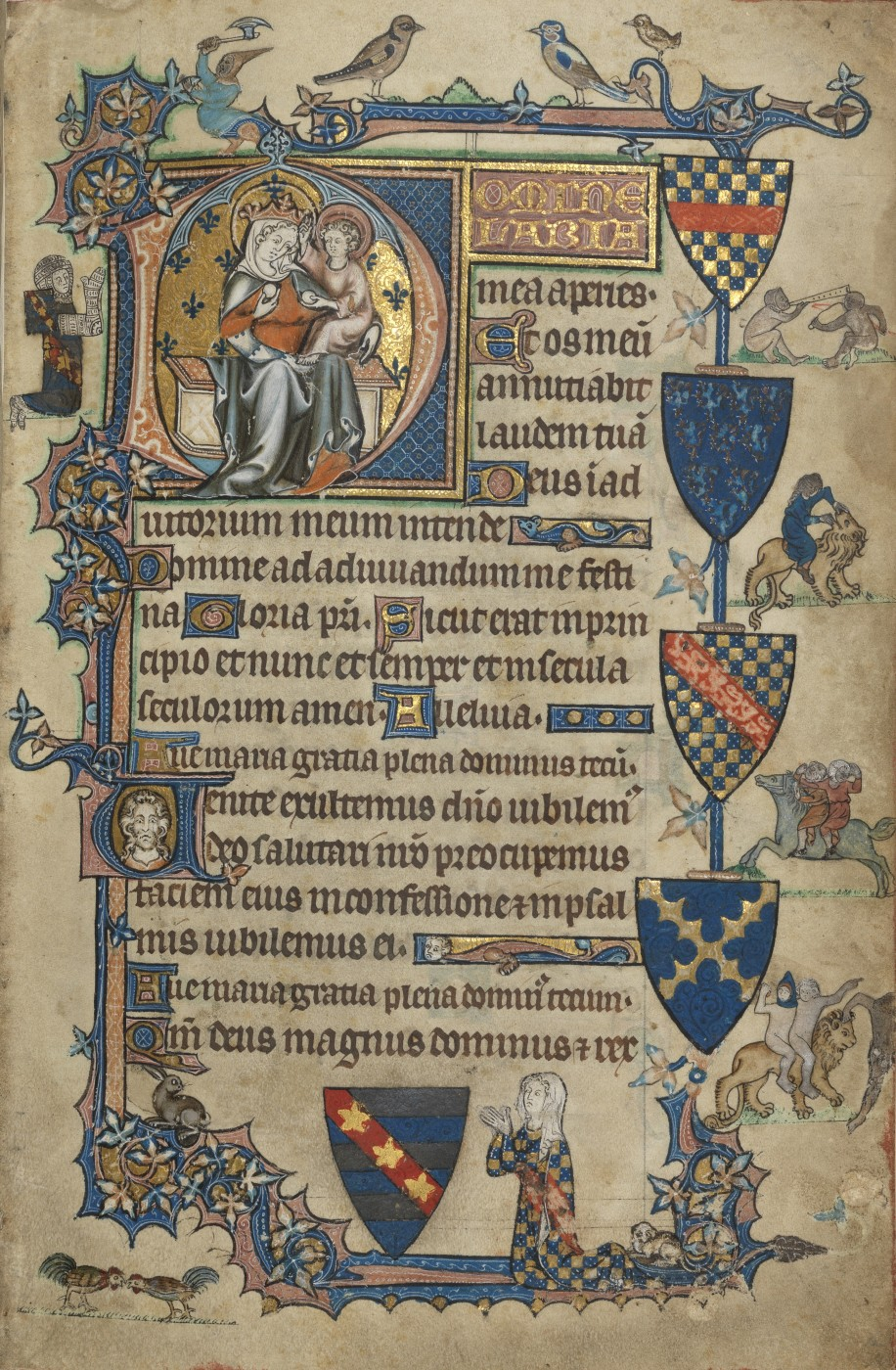
Page du manuscrit jadis fautivement nommé Heures Grey-Fitzpayn.

Le livre d'heures enluminé contemporain Heures Pabenham-Clifford a longtemps était considéré à tort comme ayant été commandité par le couple formé par Richard Grey et Joan FitzPayne ; il était autrefois nommé Heures Grey-Fitzpayn.